# Anicetus fotsyae
Anicetus fotsyae är en stekelart som beskrevs av Jean Risbec 1959. Anicetus fotsyae ingår i släktet Anicetus och familjen sköldlussteklar.
Artens utbredningsområde är Madagaskar. Inga underarter finns listade i Catalogue of Life.